# Henri de Meeûs

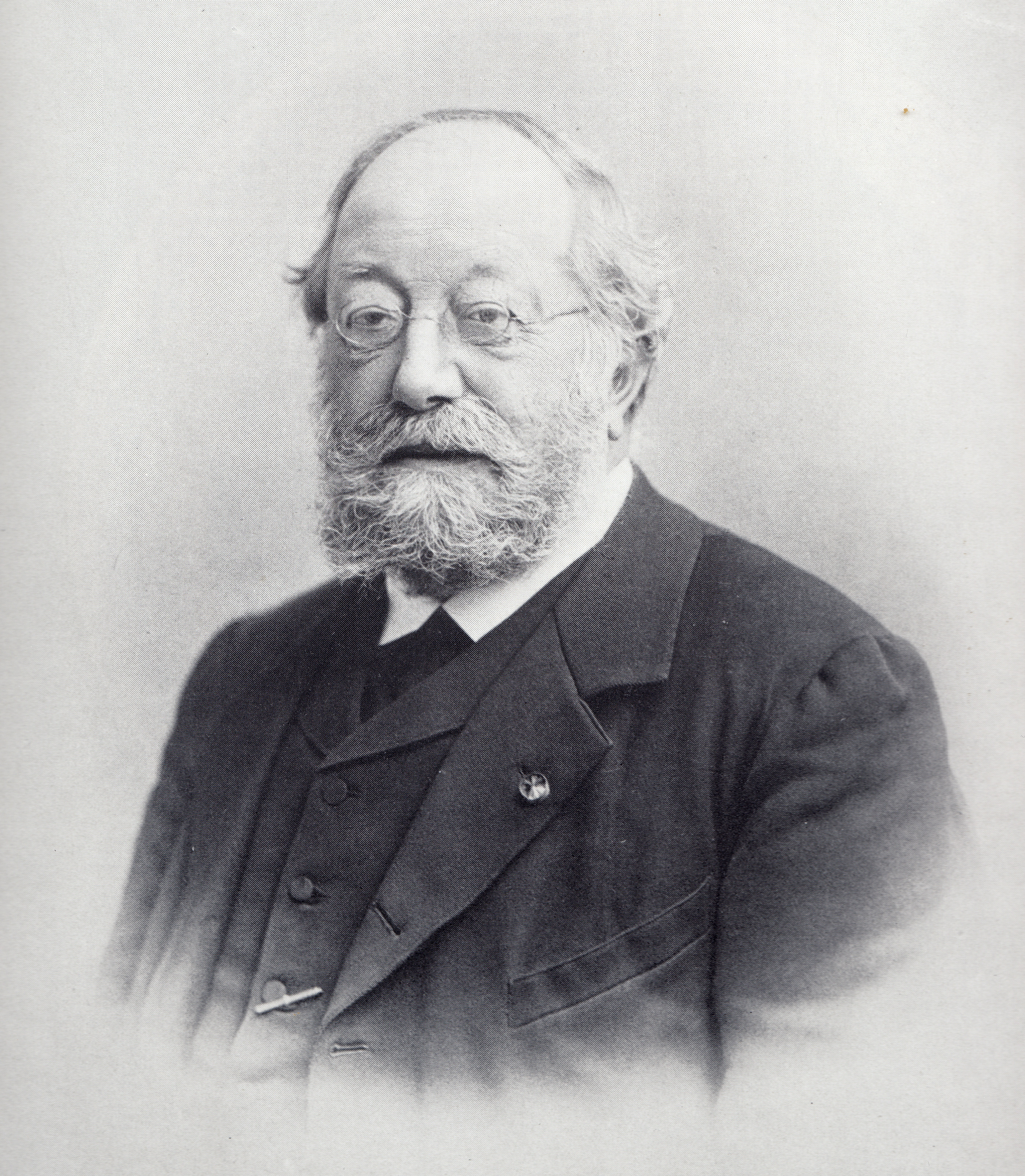
Henri de Meeûs (1824-1913)

Henri Joseph Ferdinand de Meeûs (Brussel, 10 april 1824 - Luik, 25 mei 1913) was een Belgische graaf en ondernemer.

## Levensloop
Henri de Meeûs was een telg uit het van oorsprong Brusselse geslacht De Meeûs. In 1836 ontvingen leden van de familie de graventitel en in 1938 de vergunning om d'Argenteuil aan de familienaam toe te voegen. Henri was de tweede zoon van Ferdinand Meeûs (1798-1861) en Anne-Marie Meeûs (1797-1874). Zijn vader was dertig jaar lang gouverneur van de Generale Maatschappij van België, lid van het Belgisch Nationaal Congres en vele jaren volksvertegenwoordiger.
Henri de Meeûs was een van de grondleggers van de Maastrichtse aardewerkfabrikant Société Céramique (1863-1958). In 1867 werd hij er benoemd tot bestuurder. Samen met voorzitter van de raad van bestuur François-Philippe de Haussy wist hij voor het op dat moment noodlijdende bedrijf een lening van 300.000 francs los te krijgen bij de Crédit Général in Luik. In 1870 volgde hij De Haussy op als voorzitter. Zijn zonen Edouard, Louis en Henri Fernand werden eveneens bestuurders bij dit bedrijf .

## Huwelijk en nageslacht
Graaf Henri Joseph Ferdinand de Meeûs was gehuwd met Amélie de Potesta de Waleffe (1832-1892), dochter van baron Louis de Potesta de Waleffe (1798-1870) en Marie Louise Sophie de Bex (1803-1884). Het echtpaar had zeven kinderen, onder wie:
- graaf Henri de Meeûs (1856-1918), gehuwd met Pauline de Montpellier d'Annevoie (1868-1933);
- graaf Louis de Meeûs (1857-1924), gehuwd met Anne Marie Joséphine Henriette Martini (1864-1950);
- Marie de Meeûs (1861-1918), gehuwd met baron Adolphe de Moffarts d'Houchenée (1853-1928);
- graaf Edouard de Meeûs d'Argenteuil (1874-1944), bestuurder bij Société Céramique en burgemeester van Kerkom, gehuwd met barones Rosine de Moffarts van Brienen (1875-1955).